# John Arthur Johnson
John Arthur Johnson, poznat i kao Jack Johnson (Galveston, 31. ožujka 1878. – Franklinton, 20. lipnja 1946.), američki boksač teške kategorije i prvi afroamerički svjetski prvak u teškoj kategoriji. Poznat pod nadimkom Galvestonski div, prema teksaškom gradiću iz kojeg je poniknuo, više od dva desetljeća bio je u samom vrhu teške kategorije, ostvarivši za karijere 80 pobjeda, 45 od kojih je ostvario nokautom.
Pod pritiskom rasističkih zakona Jima Crowa, bio je metom progona za cijeloga života, posebice zbog snažnog zalaganja za desegregaciju tj. rasnu jednakost. Pritvoren na temelju lažnih optužbi za širenje nasilja, uspio je pobjeći iz zatvora i vratiti se boksu, nastavivši se boriti na visokoj razini. Tako je njegova borba s Jamesom Jacksonom Jeffriesom svojedobno prozivana »Borbom stoljeća«, a slavu je stekao i snimanjem svojih borbi, među kojima je ona s Jeffriesom 2006. uvrštena u Nacionalni filmski registar kao snimka od povijesnog značaja.
Poginuo je u prometnoj nesreći u Sjevernoj Karolini te je pokopan na groblju Graceland u Chicagu. Posmrtno je uvršten u Boksačku kuću slavnih 1993. godine. Američki predsjednik Donald Trump poništio je 2018. valjanost sudske presude te uputio javnu ispriku obitelji u ime američke nacije.
O Johnsonovu utjecaju u američkoj javnosti za svoga vremena najbolje govori činjenica kako je upravo u njemu Muhammad Ali pronašao svoj boksački uzor, a o njegovu osobnu životu i karijeri redovito su izvještavali i europski i svjetski mediji. U raznim je izborima uvrštavan na popise najvećih Afroamerikanaca 20. stoljeća. U rodnom Galvestonu posvećen mu je 2012. gradski park, u kojem je postavljen i njegov brončani kip u prirodnoj veličini.

## Vanjske poveznice
- Poznati Teksašani: Jack Johnson famoustexans.com
- Prošireni životopis marcusgarvey.com

|  | Zajednički poslužitelj ima još gradiva o temi John Arthur Johnson |